# Lotnisko Punitz-Güssing
Lotnisko Punitz-Güssing (Flugplatz Punitz-Güssing) – lotnisko obsługujące Güssing w Austrii (Burgenland).